# Tarwagatajn nuruu
Tarwagatajn nuruu (mong. Тарвагатайн нуруу) – pasmo górskie w północno-wschodniej Mongolii (ajmak północnochangajski, dzawchański i chubsugulski), zaliczane czasem do Chenteju. Rozciąga się z południowego zachodu w kierunku północno-wschodnim na długości ok. 150 km. Najwyższy szczyt, Dzürchijn Chünch uul, osiąga wysokość 3226,8 m n.p.m. W górach bierze swój początek wiele rzek i strumieni; cieki wodne wypływające na zboczach północnych są prawymi dopływami Ider gol, na południowych zaś lewymi dopływami Czuluut gol (która z kolei przecina wschodnią część Tarwagatajn nuruu i uchodzi do Ider gol). W 2000 roku w części zachodniej Tarwagatajn nuruu utworzono Park Narodowy Tarwagatajn nuruu o powierzchni 5254,4 km². Na zboczash południowych części środkowej Tarwagatajn nuruu położony jest Park Narodowy Chorgo-Terchijn Cagaan nuur, na terenie którego znajduje się Terchijn Cagaan nuur, największe jezioro regionu Tarwagatajn nuruu, oraz szereg wulkanów. 
Pasmo górskie Tarwagatajn nuruu jest najwyższe na zachodzie gdzie szczyty wznoszą się na wysokość ponad 3200 m n.p.m., ku wschodowi pasmo obniża się i najwyższe szczyty części wschodniej sięgają tylko 2200 m n.p.m.
W części zachodniej i niektórych miejscach części środkowej, gdzie wysokości przekraczają 2600 m n.p.m., występuje strefa tundry górskiej. Zbocza północne Tarwagatajn nuruu pokryte są tajgą, głównie modrzewiową. Zbocza południowe leżą w strefie lasostepu a doliny porośnięte są roślinnością stepową.